# Lijst van gouverneurs van Luxemburg (provincie)
Dit is een lijst van gouverneurs van Luxemburg.

## Koninkrijk België(1830-heden)
| Nr.   | Gouverneur | Gouverneur                                     | Ambtstermijn | Ambtstermijn | Partij | Partij            |
| ----- | ---------- | ---------------------------------------------- | ------------ | ------------ | ------ | ----------------- |
| 1     |            | Jean-Baptiste Thorn (1783-1841)                | 1830         | 1836         |        | Liberalen         |
| 2     |            | Victorin de Steenhault (1791-1841)             | 1836         | 1841         |        | Onbekend          |
| 3     |            | Joseph de Riquet de Caraman Chimay (1808-1886) | 1841         | 1842         |        | Katholieken       |
| 4     |            | Adolphe Dechamps (1807-1875)                   | 1842         | 1843         |        | Katholieken       |
| 5     |            | Jean-Baptiste Smits (1792-1857)                | 1843         | 1857         |        | Katholieken       |
| 6     |            | François Dubois-Thorn (1805-1886)              | 1857         | 1862         |        | Onbekend          |
| 7     |            | Charles Vandamme (1806-1884)                   | 1862         | 1884         |        | Liberale Partij   |
| 8     |            | Paul de Gerlache (1838-1891)                   | 1884         | 1891         |        | Katholieke Partij |
| 9     |            | Édouard Orban de Xivry (1858-1901)             | 1891         | 1901         |        | Katholieke Partij |
| 10    |            | Pierre-Joseph Deleau                           | 1901         | 1902         |        | Onbekend          |
| 11    |            | Emmanuel de Briey (1862-1944)                  | 1902         | 1932         |        | Katholieke Partij |
| 12    |            | Fernand van den Corput (1872-1948)             | 1932         | 1940         |        | Katholieke Partij |
| [ 1 ] |            | René Greindl (1898-1945)                       | 1940         | 1943         |        | Onbekend          |
| [ 1 ] |            | Jacques Dewez (1911)                           | 1944         | 1944         |        | Onbekend          |
| (12)  |            | Fernand Van den Corput (1872-1948)             | 1944         | 1945         |        | Katholieke Partij |
| 13    |            | Pierre Clerdent (1909-2006)                    | 1946         | 1953         |        | UDB               |
| 14    |            | Octave Lohest                                  | 1953         | 1961         |        | PSC               |
| 15    |            | Désiré Lamalle (1915-1996)                     | 1961         | 1965         |        | PSC               |
| 16    |            | Maurice Brasseur (1909-1996)                   | 1965         | 1976         |        | PSC               |
| 17    |            | Jacques Planchard (1929-2013)                  | 1976         | 1996         |        | PSC               |
| 18    |            | Bernard Caprasse (1949)                        | 1996         | 2016         |        | PSC/cdH           |
| 19    |            | Olivier Schmitz                                | 2016         | heden        |        | cDH/Les Engagés   |